# Замок Рахкоффі
Замок Рахкофі (англ. Rathcoffey Castle, ірл. Caisleán Ráth Chofaigh) — кашлен Рах Хофайх — замок Битви Пополудні — один із замків Ірландії, розташований в графстві Кілдер, біля одноіменного селища Рахкофі. Нині замок в руїнах, замок є пам'яткою історії та культури національного значення. Замок стоїть в полі на схід від селища Рахкофі, в 2,7 милі на північний захід від селища Страффан. Збереглась тільки частина замку — двоповерхова вежа, через яку вів хід до основної частини замку. Ця споруда є частина забудови XV століття. Географічні координати замку: 53,331676°N 6,665488°W

## Історія замку Рахкофі
Джон Воган отримав землі і маєток Рахкофі в дар від короля Англії в 1317 році. Він і його нащадки побудували замок. У ті часи ці землі були прикордонними — лежали на кордоні мій Пейлом — англійською колонією в Ірландії і землями незалежних ірландських кланів, що мали свої королівства. Будівництво замку було принципово важливим для захисту володінь короля Англії. Джон Воган був лицарем валлійсько-норманського походження. Прізвище походить валлійського імені Гуган (вал. — Gwgan). У 1417 році про замок Рахкофі писали, що він належить родині Воган.
У 1453 році військо на чолі з Річардом Воганом напало і захопило замок Рахкофі Енн, який належав Анні Юстас (ні Воган). Анна Юстас теж належала до більш давньої гілки родини Воган, але Річард Воган був спадкоємцем чоловічої статі. У результаті цього конфлікту Річард став власником замків Рахкофі та Рахкофі Енн. Родина Юстас продовжувала володіти землями Клонговес-Вуд.
У 1580 році Вільям Воган приєднався до Другого повстання Десмонда — повстання ірландських католиків за незалежність Ірландії. Повстання було придушене, Вільям Воган був схоплений і страчений. Родина Воган втратила низку своїх земель, але потім зуміла їх повернути.
У 1641 році спалахнуло повстання за незалежність Ірландії, почалась війна, яка ввійшла в історію як «Війна Трьох Королівств». Родина Воган стала на сторону прихильників парламенту. Армія полковника Монка вирушила в похід на замок Рахкофі і обложина його. У 1642 році замок впав. Частина гарнізону загинула, частина захисників втекли в ліс, а потім добрались до Дубліна.
У XVIII столітті замок Рахкофі належав Річарду Вогану Талботу. Арчібальд Гамільтон Роуен, що пізніше став одним із лідерів таємної організації «Об'єднані ірландці», купив замок в 1785 році і побудував новий особняк на місці руїн замку.
Пізніше замок переходив з рук в руки, в тому числі замок був у володіннях Товариства Ісуса (ордена Єзуїтів). У 1970 році замок і землі навколо нього були продані місцевим фермерам.